# Der Ring – Ein Musiktheater
Der Ring – Ein Musiktheater ist ein Musical von Lutz Glandien, das am 24. Mai 2013 im Gewandhaus in Leipzig Premiere hatte. Philipp J. Neumann und Carl-Christian Elze schrieben das Libretto. Das Stück wurde inspiriert von den zentralen Handlungsmotiven des „Ring des Nibelungen“ von Richard Wagner und seiner Musik.

## Handlung
Die Schüler warten schon aufgeregt auf die neue Schule. Endlich ist es so weit, sie betreten die Schule. Sie ist anders als andere Schulen: Hier soll eine neue Lernmethode ausprobiert werden. Der Ring soll dazu beitragen. „Aber was ist der Ring“, fragen die Schüler den Prinzipal. Der Ring ist eine komplexe, virtuelle Bildungswelt, die erforderliches Wissen und Fähigkeiten effektiver und direkter vermitteln kann, als ein menschlicher Lehrer. Am Ende gibt es für den Besten einen Preis. Jeder will gewinnen, aber jedes Mal führt Friedrich. Im Laufe der Jahre werden die Schüler immer ehrgeiziger, weil jeder unbedingt gewinnen will. Nur Hilda verändert sich nicht. Für die Schüler ist der Ring nur noch das wichtigste. Bei Albrecht merkt man es als erstes: Er schlägt Linda, weil sie ihn nicht liebt. Deshalb muss er die Schule verlassen. Auch andere müssen die Schule verlassen, weil sie nicht gut genug sind. Das Ende steht bevor und Friedrich wird höchstwahrscheinlich den Preis bekommen. Gunnar, der Friedrich überhaupt nicht leiden kann, will den Preis bekommen. Hartung wirkt sehr still, aber hat einen Plan: Gunnar soll Friedrich ausschalten. Hartung hat eine Droge gemixt, die Friedrich umbringen wird. Nachdem Friedrich tot ist, nimmt Gunnar den Preis. Aber alle anderen Schüler finden dies ungerecht. Alle wollen den Preis und kloppen sich darum. Die Prügelei wird von Fenneke & Flemming unterbrochen, weil sie Hilda tot aufgefunden haben. Nun merken die Schüler, was der Ring aus ihnen gemacht hat …

## Uraufführung
Die Uraufführung fand am 24. Mai im Mendelssohn-Saal des Gewandhauses in Leipzig statt.

### Darsteller
| Rolle                                                                                  | Darsteller |
| Prinzipal Wolf                                                                         | Radosław Rydlewski |
| Die 3 Alten                                                                            | - Dieter Jaßlauk - Bert Franzke - Armin Zarbock |
| Schüler                                                                                | GewandhausKinderchor |
| - Friedrich - Gunnar - Hartung - Hilda - Gunda - Albrecht - Linda - Fenneke - Flemming | - Mike Schmidt / Elmar Kühn - Ansgar Schulz / Paul Krumbiegel - Jonas Wieser / Phillip Peuthert - Philine Krumbiegel / Marlene Militz - Pauline Klapper / Alexandra Ernst - Linus Maschke - Klara Kluge - Laurine Schubert / Constanze Wiedemann - Ella Wachenschwanz / Vivien Majta |
| Die vier Helferlein                                                                    | - Sybille Busch - Kirsten Geringswald - Monika Kleinschmidt - Bärbel Schilling |
| Die vier Gerüstschieber                                                                | - Maximilian Geer - Richard Raunest - Alexander Quickenstedt - Matthias Kleinstück |

| Leitung                       | Frank-Steffen Elster                |
| Musik                         | Mitglieder des Gewandhausorchesters |
| Inszenierung/Bühnenbild       | Philipp J. Neumann                  |
| Regieassistenz und Inspizienz | Juliane Stephan                     |
| Regiehospitanz und Inspizienz | Kim Engelhardt                      |
| Kostüme                       | Karoline Schreiber                  |
| Musikalische Assistenz        | Walter Zoller, Constanze Herenz     |
| Maske                         | Anja Engert                         |
| Ton                           | Jan Debertshäuser                   |
| Licht                         | Kai Balzer                          |

Anmerkungen:
1. 1 2 3 4 5 6 7  Der erste Name ist die Besetzung des 1.+2. Aktes und der zweite Name ist die Besetzung des 3.+4. Aktes